# Tambor (lớp tàu ngầm)
Lớp tàu ngầm Tambor bao gồm mười hai tàu ngầm diesel-điện được Hải quân Hoa Kỳ đưa vào hoạt động ngay trước Chiến tranh Thế giới thứ hai. Chúng là những tàu ngầm hạm đội thành công đầu tiên của Hải quân Mỹ, và đã ở gần mặt trận khi bắt đầu cuộc xung đột. Sáu chiếc đang có mặt tại vùng biển Hawaii hay Trung tâm Thái Bình Dương vào ngày 7 tháng 12, 1941, và Tautog hiện diện tại Trân Châu Cảng khi cảng này bị Nhật Bản tấn công. Lớp tàu này chịu đựng gánh nặng của cuộc chiến, với bảy trong số 12 chiếc bị mất, là tỉ lệ tổn thất cao nhất trong các lớp tàu ngầm Hoa Kỳ. Đến đầu năm 1945, những chiếc còn sống sót được rút khỏi tuyến đầu để làm nhiệm vụ huấn luyện hay thử nghiệm, và cuối cùng bị tháo dỡ hay đánh chìm như mục tiêu. Với thành tích đánh chìm tổng cộng 26 tàu đối phương, Tautog (SS-199) xếp thứ hai về số lượng tàu trong số tàu ngầm Hoa Kỳ có thành tích nổi bật nhất trong chiến tranh.
Giống như  Lớp Sargo dẫn trước, tàu ngầm lớp Tambor đạt được tốc độ tối đa 21 hải lý trên giờ (39 km/h) và tầm xa hoạt động lên đến 11.000 hải lý (20.000 km), cho phép tuần tra tại vùng biển nhà Nhật Bản. Chúng được bổ sung đến sáu ống phóng ngư lôi trước mũi, hệ thống động cơ cấu hình diesel-điện toàn phần tin cậy hơn, và hiệu quả hơn trong chiến đấu khi bố trí mọi nhân sự và thiết bị chủ yếu vào tháp chỉ huy. Trên một số tài liệu, lớp Tambor còn được gọi là lớp T, và các tàu từ SS-206 đến SS-211 đôi khi được gọi là lớp Gar.

## Thiết kế

### Các đề án sơ thảo
Những thiết kế tàu ngầm của Hoa Kỳ trong Thế Chiến I nhấn mạnh đến vai trò hộ tống tàu bè, nên chúng ít có khả năng răn đe các mối đe dọa tấn công. Cho dù tàu ngầm U-boat của Đế quốc Đức đã chứng minh rằng một nước không thể trở thành cường quốc hải quân mà không có tàu ngầm, vai trò của tàu ngầm để bảo vệ Thái Bình Dương chỉ mới được các nhà chiến lược Hải quân để mắt đến.
Sau Hiệp định đình chiến, và sau khi thử nghiệm các tính năng thiết kế Đức qua những chiếc U-boat chiến lợi phẩm, Hải quân Mỹ bắt đầu xem xét mở rộng khả năng tấn công của tàu ngầm. Tàu ngầm hoạt động cùng hạm đội cần đạt tốc độ 21 hải lý trên giờ (39 km/h) để có thể cơ động cùng thiết giáp hạm tiêu chuẩn; và thời gian hoạt động lâu cũng cần thiết để duy trì tuần tra tại vùng biển nhà Nhật Bản, với hy vọng trinh sát hoạt động của đối phương hay đánh chìm tàu đối phương. Các đặc tính này trở nên quan trọng trong hoạt động đánh phá tàu buôn đối phương trong Thế Chiến II, nhưng hầu như không có mặt trong các kế hoạch trước chiến tranh do những giới hạn của Hiệp ước Hải quân Washington. Cần sử dụng những tiến bộ về kỹ thuật của Hoa Kỳ để lấp vào khoảng trống của một "tàu ngầm hạm đội đa mục đích" mới.
Nỗ lực đầu tiên nhằm tạo ra tàu ngầm hạm đội là  Lớp AA-1, sau đổi tên thành lớp T, hạ thủy vào các năm 1918-1919. Với bốn động cơ bố trí thành hai cặp trước sau, nhưng tạo ra rung động quá mức và hư hại động cơ; chúng xuất biên chế trong thập niên 1920 và tháo dỡ vào năm 1930. Nỗ lực tiếp theo là lớp Barracuda với ba chiếc V-boat hạ thủy vào các năm 1924-1925. Chúng kết hợp động cơ chính dẫn động trực tiếp trục chân vịt với động cơ diesel-điện nhỏ hơn để đạt tốc độ 21 knot. Động cơ do Văn phòng Kỹ thuật Hơi nước chế tạo theo giấy phép nhượng quyền của hãng Đức MAN tỏ ra kém tin cậy, và các con tàu có đặc tính đi biển kém; chúng xuất biên chế vào năm 1937 và chỉ phục vụ hạn chế cho hoạt động huấn luyện và thử nghiệm trong Thế Chiến II.
Một hướng khác để giải quyết vấn đề là "tàu ngầm tuần dương" có thể hoạt động tầm xa với tốc độ trung bình, với ba chiếc V-boat đợt hai Argonaut, Narwhal và Nautilus, hạ thủy vào các năm 1927-1930. Chịu ảnh hưởng bởi tàu ngầm tuần dương Tàu ngầm Đức Kiểu U 139 thời Thế Chiến I, chúng đến dài 381 ft (116 m)và có trọng lượng choán nước 2.710 tấn Anh (2.750 t), trở thành những tàu ngầm phi hạt nhân lớn nhất mà Hoa Kỳ từng chế tạo. Trang bị hai khẩu pháo 6-inch (152 mm) trên boong, chúng có khả năng đối đầu các tàu buôn tuần dương vũ trang hay Q-ship trên mặt biển; tuy nhiên kích thước lớn là một bất lợi trong phần lớn tình huống chiến thuật, khi chúng không thể lặn nhanh, và cơ động chậm chạp. Chúng được sử dụng trong việc tiếp tế du kích hay tung các đội biệt kích Commando sâu vào hậu phương đối phương, đặc biệt là tại Philippines hay trong trận Đột kích đảo Makin.
Sau những nỗ lực không thành công này, những nhà thiết kế hải quân hướng đến một kiểu tàu ngầm hạm đội thực dụng. Thiết kế thành công đầu tiên là những tàu ngầm lớp Porpoise hay lớp "P", và   Salmon /   Sargo hay lớp "S" mới, được hạ thủy trong giai đoạn 1935-1939. Chúng nhỏ hơn và linh hoạt hơn những chiếc V-boat kiểu tuần dương. Tuy nhiên lớp P không có đủ tốc độ và hệ thống động cơ diesel-điện dễ bị đoản mạch; còn lớp S mới, dù với hệ thống động lực "hỗn hợp" mạnh hơn, kết hợp dẫn động trực tiếp với diesel-điện, chúng vẫn kém tin cậy và hỏa lực yếu. Một số chiếc lớp S mới trang bị kiểu động cơ Hooven-Owens-Rentschler (H.O.R.) hoạt động hai chiều vốn dễ gặp trục trặc kỹ thuật.

### Đề xuất lớpTambor
Vào mùa Thu năm 1937, một nhóm sĩ quan bao gồm Trung tá Hải quân Charles A. Lockwood (sau là Đô đốc và là Tư lệnh Tàu ngầm Thái Bình Dương), Thiếu tá Hải quân Andrew McKee, sĩ quan kế hoạch Xưởng hải quân Portsmouth, và Đại úy Hải quân Armand M. Morgan, đứng đầu bộ phận thiết kế tàu ngầm, đề xuất một thiết kế tàu ngầm hạm đội được cải tiến. Nó sẽ là tàu ngầm lớn 1.500 tấn, trang bị động cơ diesel kiểu mới nhất, có mười ống phóng ngư lôi, một pháo 5 inch (127 mm) trên boong tàu và một máy tính dữ liệu ngư lôi được cập nhật. Điều kiện sống trên tàu được cải thiện nhờ trang bị máy chưng cất nước và điều hòa không khí.
Tuy nhiên, thiết kế này gặp sự phản đối của Đô đốc Thomas Hart, Chủ tịch Ủy ban Tướng lĩnh Hải quân Hoa Kỳ. Ông kiên quyết với quan điểm chế tạo các tàu ngầm nhỏ để phòng vệ duyên hải (không có các "xa xỉ" như máy điều hòa, mà chức năng chính không phải là tiện nghi nhưng để ngăn ngừa chập mạch điện). Nhờ kiên trì và sự vận động hành lang chính trị, thiết kế của được giữ lại, cho dù chỉ được trang bị pháo 3 inch (76 mm) theo thỏa thuận với Hart. Giống như các lớp tàu ngầm khác, pháo cỡ nhỏ nhằm ngăn ngừa tàu ngầm tìm cách đối đầu trên mặt nước với tàu hộ tống đối phương được vũ trang mạnh. Thiết kế này cuối cùng được Ủy ban Tướng lĩnh Hải quân và Hội nghị Sĩ quan Tàu ngầm chấp thuận cho Chương trình Chế tạo 1939.

### Đặc tính thiết kế
Lớp Tambor có nhiều đặc tính được cải thiện so với lớp Sargo. Lần đầu tiên đối với tàu ngầm Hoa Kỳ, trước mũi trang bị sáu ống phóng ngư lôi; việc này đã bị trì hoãn trong nhiều năm do ước tính quá mức trọng lượng cần thiết của hai ống bổ sung thêm. Bốn ống phóng phía đuôi của Sargo được giữ lại. Phòng ngư lôi rộng hơn đã giúp loại bỏ việc cất giữ ngư lôi trên boong tàu ở các lớp trước đây, một việc cần phải làm trong thời chiến. Hiệu quả tác chiến được cải thiện nhờ bố trí lại người vận hành sonar và máy tính dữ liệu ngư lôi vào một tháp chỉ huy lớn hơn, cho phép trao đổi trực tiếp với hạm trưởng, cùng một kính tiềm vọng kiểu mới có đầu nhỏ hơn giúp khó bị phát hiện. "Thùng dằn âm" (thùng lặn khẩn cấp) trên một số tàu ngầm  Lớp S thời Thế Chiến I được trang bị lại, có thể làm ngập nước nhanh chóng giúp con tàu lặn xuống nhanh hơn. Hình dạng thân tàu được làm suôn thẳng hơn để đạt tốc độ nhanh hơn.
Cho dù lớp Tambor ban đầu được trang bị pháo 3 in (76 mm)/50 caliber, Lockwood và Hội nghị Sĩ quan Tàu ngầm thuyết phục được đô đốc Hart gia cố boong tàu đủ để lắp đặt pháo cỡ 5 in (130 mm)/51 caliber nếu thực tiễn tác chiến đòi hỏi. Vào các năm 1942-1943, bốn chiếc Tambor và hai chiếc Gar được nâng cấp lên cỡ pháo 5-inch tháo dỡ từ những chiếc lớp Barracuda. Những chiếc còn lại, giống như nhiều tàu ngầm khác được trang bị pháo 3-inch từ đầu chiến tranh, được nhận những khẩu 4 in (100 mm)/50 caliber tháo dỡ từ lớp S cũ được rút khỏi hoạt động tấc chiến.
Hệ thống động lực toàn diesel-điện của vài chiếc Sargo được áp dụng, và những cải tiến trên lớp Porpoise đã giải quyết được vấn đề chập mạch. Lớp S mới trang bị động cơ General Motors-Winton hoặc Hooven-Owens-Rentschler (HOR), nhưng động cơ HOR có độ tin cậy rất kém, nên được thay thế vào khoảng đầu năm 1943, trong đợt đại tu đầu tiên trong chiến tranh.  Một kiểu động cơ khác không phải của GM là kiểu động cơ Fairbanks-Morse 38 8-1/8.
Lớp Tambor có một điểm yếu cố hữu khi cả bốn động cơ đều được đặt trong một khoang duy nhất, nên dễ bị hư hại trong trong tác chiến. Điều này được khắc phục trên tàu ngầm lớp Gato, đồng thời độ sâu thử nghiệm cũng gia tăng từ 250 ft (76 m) lên 300 ft (91 m), dựa trên thử nghiệm độ sâu của Tambor.

#### Vũ khí thủy lôi
Lớp Tambor có thể thay thế thủy lôi thay cho ngư lôi. Đối với thủy lôi Mark 10 và Mark 12 sử dụng trong Thế Chiến II, mỗi quả ngư lôi có thể thay thế bởi hai quả thủy lôi, nên tàu ngầm có thể mang theo tối đa 48 quả mìn. Tuy nhiên, học thuyết quân sự yêu cầu mang theo ít nhất bốn quả ngư lôi trong nhiệm vụ rải mìn, nên giới hạn số mìn còn 40 quả, nên nhiều tài liệu xem đây là con số thủy lôi tối đa mang theo. Thực tế trong chiến tranh, tàu ngầm thường mang tối thiểu 8 ngư lôi, và một bãi thủy lôi rộng nhất có 32 thủy lôi. Sau chiến tranh, thủy lôi Mark 49 thay thế cho kiểu Mark 12, trong khi kiểu Mark 27 lớn hơn nên chỉ cho phép mang theo một quả mìn thay cho một quả ngư lôi.

## Lịch sử hoạt động

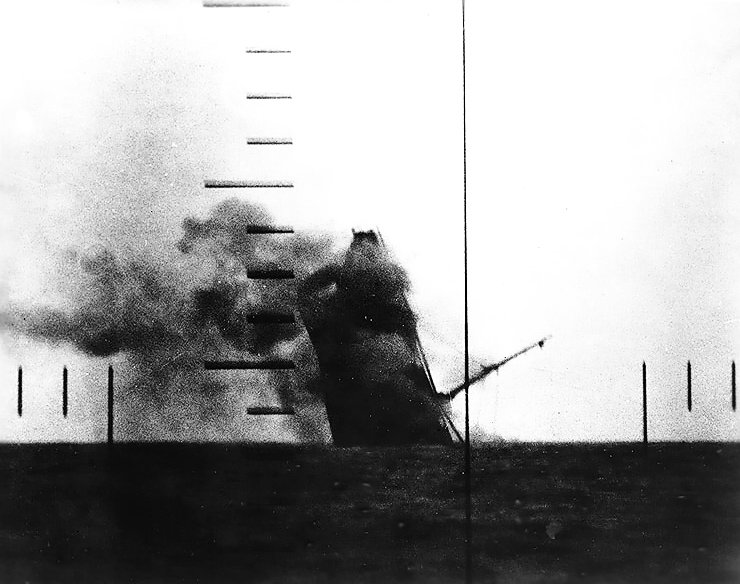
Ảnh qua kính tiềm vọng một tàu buôn Nhật đang đắm sau khi trúng ngư lôi.

Sáu chiếc thuộc lớp Tambor đang có mặt tại khu vực quần đảo Hawaii hay khu vực Trung tâm Thái Bình Dương, đặc biệt là Tautog đang có mặt tại Trân Châu Cảng khi Nhật Bản bất ngờ tấn công căn cứ này vào ngày 7 tháng 12, 1941. Những chiếc khác còn ở lại lục địa Hoa Kỳ khi vừa mới nhập biên chế hay đang chạy thử máy. Hầu hết lực lượng tàu ngầm sẵn có tại Thái Bình Dương đã được phái đến Philippines vào tháng 10, 1941.
Lớp Tambor đã hoạt động tích cực trong Thế Chiến II, với bảy trong số 12 chiếc bị mất, trước khi những chiếc còn sống sót được rút khỏi tuyến đầu vào đầu năm 1941 để làm nhiệm vụ huấn luyện hay thử nghiệm. Đây là lớp tàu ngầm có tỉ lệ tổn thất cao nhất của Hải quân Hoa Kỳ. Tautog (SS-199) đã đánh chìm tổng cộng 26 tàu đối phương, xếp thứ hai về số lượng tàu trong số tàu ngầm Hoa Kỳ có thành tích nổi bật nhất trong chiến tranh.
Sau chiến tranh Tuna được sử dụng như mục tiêu thử nghiệm bom nguyên tử tại đảo Bikini vào năm 1946, trong khuôn khổ Chiến dịch Crossroads. Nó chỉ bị hư hại nhẹ sau thử nghiệm, và cuối cùng bị đánh chìm như một mục tiêu vào năm 1948.

## Những chiếc trong lớp
| Tên (số hiệu lườn) | Xưởng đóng tàu                                  | Đặt lườn         | Hạ thủy           | Nhập biên chế     | Số phận                                                                                |
| ------------------ | ----------------------------------------------- | ---------------- | ----------------- | ----------------- | -------------------------------------------------------------------------------------- |
| Tambor (SS-198)    | Electric Boat, Groton, Connecticut              | 16 tháng 1, 1939 | 20 tháng 12, 1939 | 3 tháng 6, 1940   | Xuất biên chế 10 tháng 12, 1945. Tàu huấn luyện dự bị; bán để tháo dỡ 1 tháng 9, 1959. |
| Tautog (SS-199)    | Electric Boat, Groton, Connecticut              | 1 tháng 3, 1939  | 27 tháng 1, 1940  | 3 tháng 7, 1940   | Xuất biên chế 8 tháng 12, 1945. Tàu huấn luyện dự bị; bán để tháo dỡ 15 tháng 11, 1959 |
| Thresher (SS-200)  | Electric Boat, Groton, Connecticut              | 27 tháng 4, 1939 | 27 tháng 3, 1940  | 27 tháng 8, 1940  | Xuất biên chế 13 tháng 12, 1945; bán để tháo dỡ 18 tháng 3, 1948                       |
| Triton (SS-201)    | Xưởng hải quân Portsmouth, Kittery, Maine       | 5 tháng 7, 1939  | 25 tháng 3, 1940  | 15 tháng 8, 1940  | Bị mất 20 tháng 3, 1943                                                                |
| Trout (SS-202)     | Xưởng hải quân Portsmouth, Kittery, Maine       | 8 tháng 8, 1939  | 21 tháng 5, 1940  | 15 tháng 11, 1940 | Bị mất vào khoảng 29 tháng 2, 1944                                                     |
| Tuna (SS-203)      | Xưởng hải quân Mare Island, Vallejo, California | 19 tháng 7, 1939 | 2 tháng 10, 1940  | 2 tháng 1, 1941   | Xuất biên chế 11 tháng 12, 1946. Đánh chìm như mục tiêu 24 tháng 9, 1948.              |

Sáu chiếc sau cùng của lớp Tambor được một số tài liệu gọi là lớp Gar. Chúng được đặt hàng trong Tài khóa 1940 trong khi sáu chiếc đầu được đặt hàng trong Tài khóa 1939, và dự kiến sẽ có những cải tiến. Tuy nhiên vào ngày 17 tháng 12, 1938, Bộ trưởng Hải quân quyết định những chiếc trong Tài khóa 1940 sẽ giống như trong Tài khóa 1939. Điểm khác biệt là độ sâu bị ép vỡ thiết kế sẽ là 450 foot (140 m) thay vì 500 foot (150 m), trong khi độ sâu tối đa thử nghiệm không thay đổi ở mức 250 foot (76 m).
| Tên (số hiệu lườn) | Xưởng đóng tàu                                  | Đặt lườn          | Hạ thủy           | Nhập biên chế    | Số phận                                                                                 |
| ------------------ | ----------------------------------------------- | ----------------- | ----------------- | ---------------- | --------------------------------------------------------------------------------------- |
| Gar (SS-206)       | Electric Boat, Groton, Connecticut              | 27 tháng 12, 1939 | 27 tháng 11, 1940 | 14 tháng 4, 1941 | Xuất biên chế 11 tháng 12, 1945. Tàu huấn luyện dự bị; bán để tháo dỡ 18 tháng 11, 1959 |
| Grampus (SS-207)   | Electric Boat, Groton, Connecticut              | 14 tháng 2, 1940  | 23 tháng 12, 1940 | 23 tháng 5, 1941 | Bị mất 5 tháng 3, 1943                                                                  |
| Grayback (SS-208)  | Electric Boat, Groton, Connecticut              | 3 tháng 4, 1940   | 31 tháng 1, 1941  | 30 tháng 6, 1941 | Bị mất 27 tháng 2, 1944.                                                                |
| Grayling (SS-209)  | Xưởng hải quân Portsmouth, Kittery, Maine       | 15 tháng 12, 1939 | 29 tháng 11, 1940 | 1 tháng 3, 1941  | Bị mất trong khoảng từ 9 đến 12 tháng 9, 1943                                           |
| Grenadier (SS-210) | Xưởng hải quân Portsmouth, Kittery, Maine       | 2 tháng 4, 1940   | 29 tháng 11, 1940 | 1 tháng 5, 1941  | Đánh đắm sau khi bị hư hại 22 tháng 4, 1943.                                            |
| Gudgeon            | Xưởng hải quân Mare Island, Vallejo, California | 22 tháng 11, 1939 | 25 tháng 1, 1941  | 21 tháng 4, 1941 | Bị mất trong khoảng từ 7 tháng 4 đến 7 tháng 6, 1944                                    |